# Ptychoptera sculleni
Ptychoptera sculleni är en tvåvingeart som beskrevs av Alexander 1943. Ptychoptera sculleni ingår i släktet Ptychoptera och familjen glansmyggor. Inga underarter finns listade i Catalogue of Life.